# Chapelle Saint-Aubin de Fraineux
Pour les articles homonymes, voir Église Saint-Aubin.
La chapelle Saint-Aubin appelée aussi chapelle du château de Fraineux ou  chapelle castrale de Fraineux est un édifice religieux catholique classé situé dans le village de Fraineux faisant partie de la commune de Nandrin en province de Liège (Belgique). À proximité de la chapelle, une petite croix de pierre fait aussi l'objet d'un classement.

## Situation
La chapelle est entourée par un groupe de tilleuls et de marronniers le long de la rue de la Chapelle, au carrefour de celle-ci avec le Tige de Saules dans le village condrusien de Fraineux, à une cinquantaine de mètres du château de Fraineux.

## Historique
La chapelle a été édifiée en 1619 par Philippe le Rosseau dit "du Saint-Esprit", seigneur de Fraineux depuis 1594. Le pignon où se situe l’actuelle entrée est doté d’ancres formant la date de (1)619. Elle est dédiée à saint Aubin. La toiture a été entièrement renouvelée en 2010.

## Architecture
La chapelle bâtie en moellons de pierre calcaire est constituée d'une seule haute nef de deux courtes travées et comprend une abside à trois pans coupés ainsi qu'une toiture d'ardoises en écaille reposant sur une corniche en pierre taillée et surmontée d'un clocheton de base carrée prolongée par une flèche octogonale. Les baies sont cintrées. La clé de voûte de l'ancienne porte d'entrée cintrée, face sud et côté rue, est ornée d'un blason martelé mais devenu peu lisible.

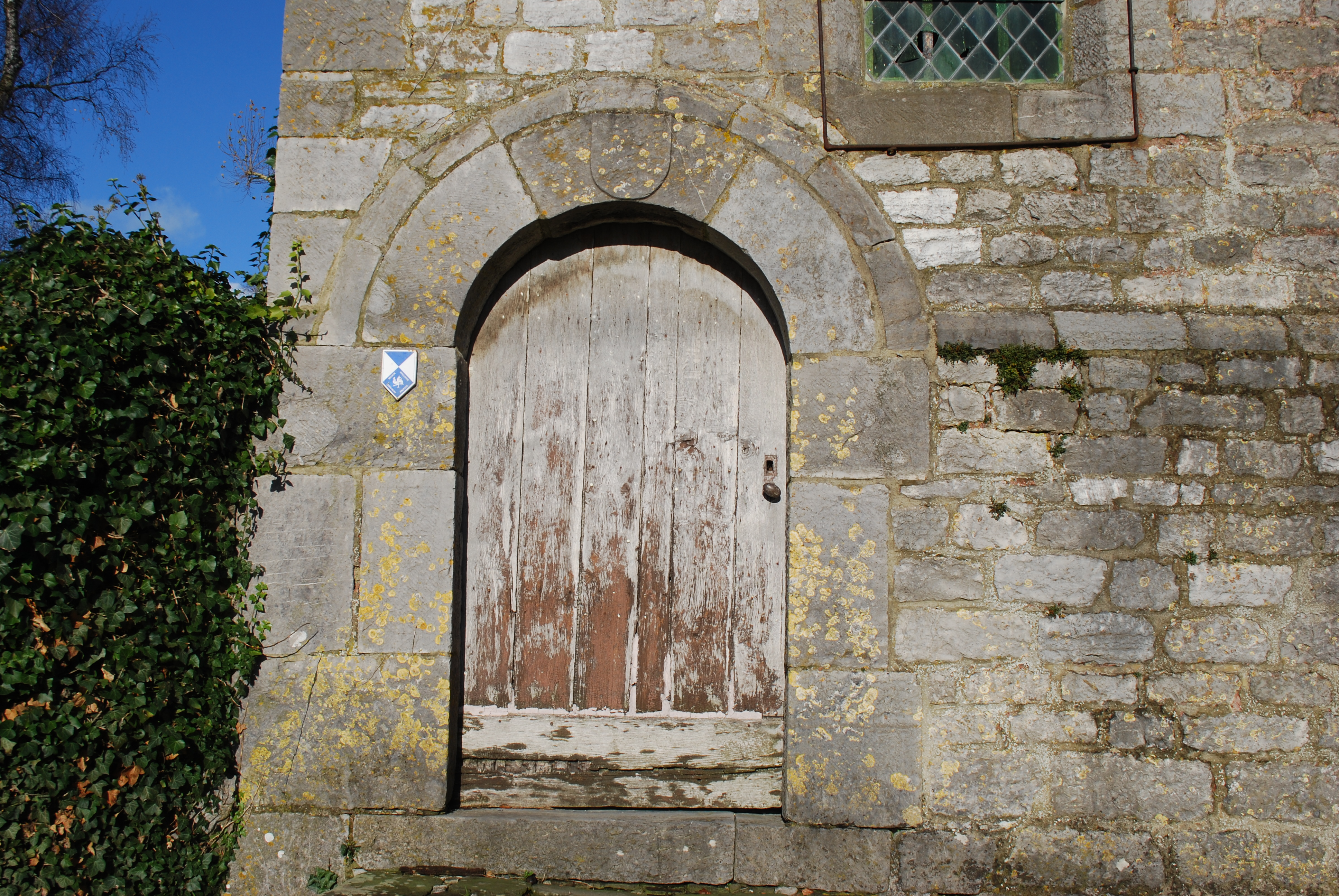
Partie inférieure de la face sud (côté rue) de la chapelle Saint-Aubin

## Croix classée
En face de la chapelle, du côté opposé de la rue de la Chapelle, se trouve une petite croix de pierre calcaire classée adossée à un mur de l'immeuble sis au no 15.

## Classement et accès
La tour de la ferme du château à Nandrin est reprise sur la liste du patrimoine immobilier classé de Nandrin depuis le 1er août 1933
.
La tour fait partie d'une propriété privée dont l'accès est interdit.